# Montenegro en los Juegos Paralímpicos de París 2024
Montenegro estuvo representado en los Juegos Paralímpicos de París 2024 por cuatro deportistas, tres hombres y una mujer.

## Medallistas
El equipo paralímpico montenegrino obtuvo las siguientes medallas:
| Nombre        | Deporte       | Evento                    |
| ------------- | ------------- | ------------------------- |
| Oro           |               |                           |
| —             |               |                           |
| Plata         |               |                           |
| —             |               |                           |
| Bronce        |               |                           |
| Filip Radović | Tenis de mesa | Individual MS10 masculino |